# 梁輈
梁輈，字仲楘，江西承宣布政使司吉安府泰和（今江西泰和縣），明朝政治人物、進士出身。

## 生平
永樂九年，登進士，擢新化府同知。后再督賦浙江，宣德六年改徽州府知府。